# 田钧
田钧，山东钜野人，是一名清朝政治人物。
田钧曾于1802年接替黄士续任宝山县知县一职，1807年由靳文钧接任。